# Фариндола
Фариндола (итал. Farindola) је насеље у Италији у округу Пескара, региону Абруцо.
Према процени из 2011. у насељу је живело 498 становника. Насеље се налази на надморској висини од 571 м.

## Становништво
Према резултатима пописа становништва 2011. у општини је живело 1.601 становника.
| 1931. | 1936. | 1951. | 1961. | 1971. | 1981. | 1991. | 2001. | 2011. |
| ----- | ----- | ----- | ----- | ----- | ----- | ----- | ----- | ----- |
| 4.037 | 4.248 | 4.351 | 3.623 | 3.021 | 2.408 | 2.083 | 1.807 | 1.601 |